# Германски император
Германски император (на немски: Deutscher Kaiser) е титлата на държавната глава на Германската империя (Deutsches Reich) през 1871-1918 г. Император можели да бъдат само пруските крале.
Титлата имат тримата кайзери Вилхелм I, Фридрих III и Вилхелм II, които са били крале на Прусия.
Титлата е продължение на владетелите на ликвидираната през 1806 г. Свещена Римска империя на германската нация, които имали официалната титла римски крал или Римско-германски император (римски император)  (или Император на Свещената Римска империя). Те са се разбирали и като такива.
След края на Френско-немската война (1870-1871), Северногерманският съюз е наречен Германската империя (Deutsches Reich). На 18 януари 1871 г. Вилхелм I е прокламиран от германската имперска армия за германски император в огледалната зала на дворец Версайл във Франция. Вилхелм II се отрича от короната на 9 ноември 1918 г. през последния ден на Първата световна война.

## Германските императори (1871–1918)
от династията Хоенцолерн
| Портрет | Име         | Император от   | Император до    | Връзка с предните                                         |
| ------- | ----------- | -------------- | --------------- | --------------------------------------------------------- |
|         | Вилхелм I   | 18 януари 1871 | 9 март 1888     | Първият император                                         |
|         | Фридрих III | 9 март 1888    | 15 юни 1888     | Син на Вилхелм I                                          |
|         | Вилхелм II  | 15 юни 1888    | 18 ноември 1918 | Последният император Внук на Вилхелм I Син на Фридрих III |